# Купономанія
Купономáнія (англ. Extreme Couponing) (перейменований на Купономанія: Всі зірки (англ. Extreme Couponing: All-Stars) для третього сезону) — американське розважальне реаліті-шоу, створене Sharp Entertainment і трансльоване кабельною мережею TLC у Сполучених Штатах і Канаді.

## Історія
Купономанія — це діяльність, яка поєднує в собі навички шопінгу з купонуванням у спробі заощадити якомога більше грошей, купуючи якомога більше продуктів. Концепція «купономанії» була вперше згадана Волл-стріт джорнел 8 березня 2010 року в статті під назвою «Важкі часи перетворили шопінг з купонами на найновіший екстремальний вид спорту». 25 березня 2010 року ABC Nightline продовжила прем'єру 3 сезону з сегментом під назвою „Екстремальне змагання з купонів: як далеко можуть зайти 50 доларів?“
Купономанія на TLC — це шоу про покупців, які широко та цілеспрямовано використовують купони, щоб заощадити гроші, купуючи велику кількість товарів. Попередній перегляд відбувся в грудні 2010 року; перевершивши очікування мережі з більш ніж 2 мільйонами глядачів, він отримав замовлення на створення серіалу і почав регулярний показ у квітні 2011 року.
6 червня 2011 року TLC оголосила про продовження серіалу на другий сезон. Прем'єра відбулася в середу, 28 вересня 2011 року.
Прем'єра третього сезону відбулася 28 травня 2012 року.
20 листопада 2015 року серіал повернувся до Discovery Family, дочірньої мережі TLC, і був перейменований на Найбільші дарувальники: купономанія (англ. Greatest Givers: Extreme Couponing) для показу під час сезону Дня Подяки. Тепер він регулярно виходить щочетверга ввечері на Discovery Family.

## Рецепція
Оглядач Нью-Йорк таймс Вірджинія Геффернан описала шоу як «оманливо простий погляд на складну драму американських витрат і парадоксу скупості». Критик E! Online Дженніфер Ерроу назвала це «рецесійним серіалом», відзначеним "багато непристойної, експлуататорської «реальності» та учасниками, які «роблять усе можливе, щоб розтягнути гроші та забезпечити сім'ям трохи більше». Кен Такер з Entertainment Weekly зазначив, що шоу «викликало певну екстремальну реакцію» і назвав його «дивним прикладом двох елементів, які зараз ширяться країною», посилаючись на «захоплення екстремальною поведінкою, яка фільтрується через реаліті-шоу» та «той факт, що багато людей не мають стільки грошей, скільки раніше».
Шоу зазнало критики з боку споживачів-блогерів і експертів, таких як Джилл Катальдо, через можливе зловживання купонами в шоу. Такі дії, як використання купонів для невідповідних товарів, використання підроблених купонів і заохочення до нав'язливого накопичення були названі причинами для сумнівів у автентичності шоу.

## Епізоди

### Огляд серії
| Сезон | Епізоди | Епізоди | Оригінальний показ | Оригінальний показ |
| Сезон | Епізоди | Епізоди | Перший показ       | Останній показ     |
| ----- | ------- | ------- | ------------------ | ------------------ |
| 1     | 13      | 13      | 26 грудня 2010     | 15 червня 2011     |
| 2     | 12      | 12      | 9 вересня 2011     | 23 листопада 2011  |
| 3     | 6       | 6       | 27 грудня 2011     | 17 січня 2012      |
| 4     | 8       | 8       | 30 травня 2012     | 25 червня 2012     |
| 5     | 8       | 8       | 12 листопада 2012  | 4 грудня 2012      |

### Сезон 1
| № серії (загалом) | № серії (в сезоні) | Назва серії              | Оригінальна дата показу | Код серії |
| ----------------- | ------------------ | ------------------------ | ----------------------- | --------- |
| 1                 | 1                  | «Pilot»                  | 29 грудня 2010          | 100-60    |
| 2                 | 2                  | «J'aime & Tiffany»       | 23 березня 2011         | 101       |
| 3                 | 3                  | «Rebecca & Jessica»      | 30 березня 2011         | 102       |
| 4                 | 4                  | «Tai and Tarin & Nathan» | 13 квітня 2011          | 103       |
| 5                 | 5                  | «Missy & Amy»            | 20 квітня 2011          | 104       |
| 6                 | 6                  | «Desirae & Stephanie»    | 27 квітня 2011          | 105       |
| 7                 | 7                  | «Chris & Antoinette»     | 4 травня 2011           | 106       |
| 8                 | 8                  | «Amber & Tammilee»       | 11 травня 2011          | 107       |
| 9                 | 9                  | «Chrystie & Treasure»    | 18 травня 2011          | 108       |
| 10                | 10                 | «Amber & Amanda»         | 25 травня 2011          | 109       |
| 11                | 11                 | «Kelly & Rebecca»        | 1 червня 2011           | 110       |
| 12                | 12                 | «Joni & Angelique»       | 8 червня 2011           | 112       |
| 13                | 13                 | «Scott & Jen»            | 15 червня 2011          | 111       |

### Сезон 2
| № серії (загалом) | № серії (в сезоні) | Назва серії        | Оригінальна дата показу | Код серії |
| ----------------- | ------------------ | ------------------ | ----------------------- | --------- |
| 14                | 1                  | «Judy & Faatima»   | 12 вересня 2011         | 201       |
| 15                | 2                  | «April & Carla»    | 21 вересня 2011         | 202       |
| 16                | 3                  | «Erin & Shavon»    | 28 вересня 2011         | 203       |
| 17                | 4                  | «Michelle & Kelly» | 5 жовтня 2011           | 204       |
| 18                | 5                  | «Michelle & Tyler» | 12 жовтня 2011          | 205       |
| 19                | 6                  | «Callie & Kelly»   | 19 жовтня 2011          | 206       |
| 20                | 7                  | «Perry & Melissa»  | 26 жовтня 2011          | 207       |
| 21                | 8                  | «Katherine & Joel» | 2 листопада 2011        | 208       |
| 22                | 9                  | «Heather & Bree»   | 9 листопада 2011        | 209       |
| 23                | 10                 | «Missy & Nicole»   | 16 листопада 2011       | 210       |
| 24                | 11                 | «KT & Erin»        | 23 листопада 2011       | 211       |
| 25                | 12                 | «Chris & Joni»     | 30 листопада 2011       | 212       |

### Сезон 3:Всі зірки
Покупці змагаються в 6 серіях, у яких представлені 12 найкращих заощаджувачів «Купономанії» у 30-хвилинних змаганнях, щоб визначити, хто зможе заощадити більше на товарах на суму 500 доларів, які потім передаються на благодійність.
| № серії (загалом) | № серії (в сезоні) | Назва серії           | Оригінальна дата показу | Код серії |
| ----------------- | ------------------ | --------------------- | ----------------------- | --------- |
| 26                | 1                  | «Carla vs. Faatima»   | 27 грудня 2011          | 301       |
| 27                | 2                  | «Chris vs. Michelle»  | 17 січня 2012           | 302       |
| 28                | 3                  | «Jen vs. Joni»        | 24 січня 2012           | 303       |
| 29                | 4                  | «Antoniette vs. Judy» | 7 лютого 2012           | 304       |
| 30                | 5                  | «Jessica vs. Perry»   | 14 лютого 2012          | 305       |
| 31                | 6                  | «Callie vs. Melissa»  | 21 лютого 2012          | 306       |

### Сезон 4
| № серії (загалом) | № серії (в сезоні) | Назва серії        | Оригінальна дата показу | Код серії |
| ----------------- | ------------------ | ------------------ | ----------------------- | --------- |
| 32                | 1                  | «Erin & Dominique» | 28 травня 2012          | 401       |
| 33                | 2                  | «Cole & Angelique» | 4 червня 2012           | 402       |
| 34                | 3                  | «Jeff & Kelly»     | 25 червня 2012          | 403       |
| 35                | 4                  | «Joyce & Aprille»  | 2 липня 2012            | 404       |
| 36                | 5                  | «Adrienne & Sarah» | 9 липня 2012            | 405       |
| 37                | 6                  | «Lisa & April»     | 16 липня 2012           | 406       |
| 38                | 7                  | «Jane & Judy»      | 23 липня 2012           | 407       |
| 39                | 8                  | «Krista & Amanda»  | 30 липня 2012           | 408       |

### Сезон 5
| № серії (загалом) | № серії (в сезоні) | Назва серії        | Оригінальна дата показу | Код серії |
| ----------------- | ------------------ | ------------------ | ----------------------- | --------- |
| 40                | 1                  | «Rudy & Gia»       | 16 жовтня 2012          | 501       |
| 41                | 2                  | «Julie & Faatima»  | 23 жовтня 2012          | 502       |
| 42                | 3                  | «April & Chastity» | 30 жовтня 2012          | 503       |
| 43                | 4                  | «Pam & Broderick»  | 6 листопада 2012        | 504       |
| 44                | 5                  | «Susan & Cole»     | 13 листопада 2012       | 505       |
| 45                | 6                  | «Maryann & Haley»  | 20 листопада 2012       | 506       |
| 46                | 7                  | «Amanda & Jess»    | 4 грудня 2012           | 507       |
| 47                | 8                  | «Zadia & Briana»   | 11 грудня 2012          | 508       |